# Galerida modesta
La cogujada modesta (Galerida modesta) es una especie de ave paseriforme de la familia Alaudidae que habita en una ancha faja de África, paralela al sur del Sahel, desde Guinea hasta Sudán del Sur. Su hábitat natural es la sabana seca tropical y los pastizales bajos secos tropicales.

## Subespecies
Existen cuatro subespecies reconocidas:
- G. m. modesta - Heuglin, 1864: Habita en Burkina Faso y en el noreste de Ghana hasta el sur de Sudan
- G. m. nigrita - (Grote, 1920): Habita en Senegal, Gambia, Guinea, Sierra Leona y el sur de Mali
- G. m. struempelli, o G. m. saturata, G. m. strumpelli y G. m. strümpelli) - (Reichenow, 1910): Originalmente clasificada como una especie separada en el género Mirafra. habita en Camerún
- G. m. bucolica - (Hartlaub, 1887): Originalmente clasificada como una especie separada del género Mirafra. Habita en el sureste de la República Centroafricana, noreste de la República Democrática del Congo y el noroeste de Uganda